# Missile Command
Missile Command es un juego desarrollado por Atari en 1980, en el cual se simula la invasión hacia las ciudades terrestres, y una serie de torretas de misiles deben detener a los invasores.

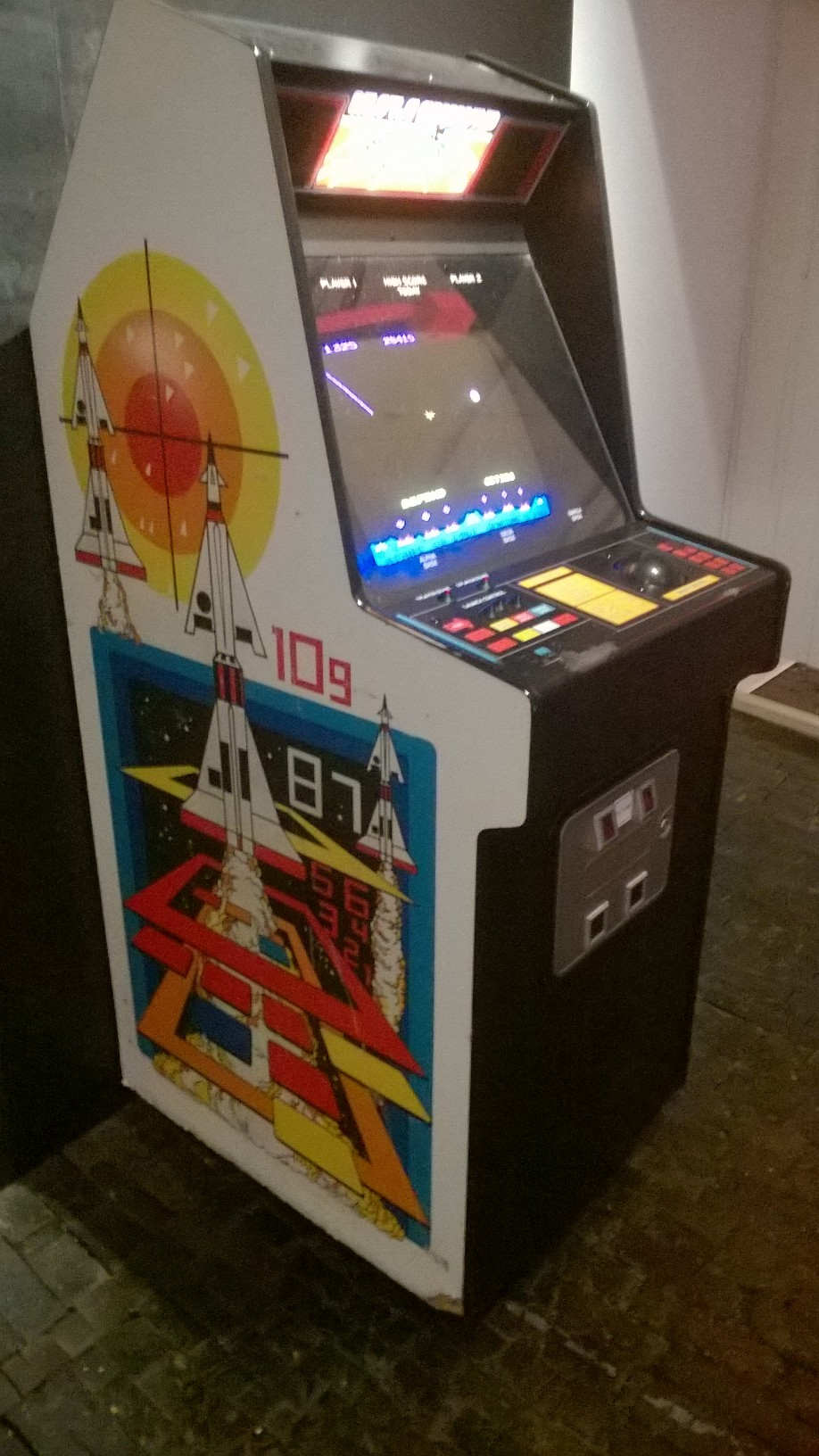
Una cabina del Missile Command en un Salón recreativo.

## Dinámica de juego
Estas torretas tenían un límite de municiones y además la mira sólo podía apuntar a un sitio por ocasión, lo cual imposibilitaba la capacidad del usuario de acertar de forma oportuna. 
Las defensas de los invasores eran 
- Disparar desde sus naves sus rayos hacia las ciudades.
- Enviar satélites que también tiraban rayos.
- Dejarse caer a una velocidad extraordinaria.

Si a una torreta le llegaba un disparo, esta quedaba inutilizada por un período de tiempo, siendo utilizable después de paso ese tiempo.
Cada cinco niveles, se podía restablecer una ciudad que estuviera destruida y además se entregaban premios por la cantidad de municiones que hayan restado después de defender las ciudades.

## Legado

### Reediciones
Missile Command ha tenido muchas reediciones en varios títulos de compilación de Atari:
- El juego está incluido en Arcade Classics para Sega Genesis y Game Gear, y una compilación similar para Master System titulada Arcade Smash Hits.
- El juego se lanzó para Microsoft Windows 3.x como parte del paquete Microsoft Arcade en 1993.
- Accolade lanzó una versión para la Game Boy en 1995, como parte de su serie Arcade Classics. Más tarde se reeditó en un paquete doble con la versión de Game Boy de Asteroids, que fue licenciado por Accolade a Nintendo para su publicación.
- El juego está incluido en Arcade's Greatest Hits: The Atari Collection 1 publicado por Midway Games para Sega Saturn, Super Nintendo Entertainment System y PlayStation.
- También se incluye en Atari Arcade Hits 1, Atari Greatest Hits, Atari Anniversary Edition y Atari: 80 Classic Games in One!.
- El juego aparece como un minijuego desbloqueable adicional en las versiones de PlayStation 2 y Xbox de Terminator 3: Rise of the Machines, que se puede desbloquear una vez que se haya jugado en una computadora oculta en uno de los niveles.
- El juego también ha estado disponible para Xbox y PlayStation 2 (en versiones de arcade y Atari 2600) como parte de Atari Anthology en 2004.
- El juego está incluido en Retro Atari Classics y Atari Greatest Hits Volumen 1 para Nintendo DS. El primer título también incluye una versión de arte remezclada.
- Tanto las versiones de arcade como las de Atari 2600 forman parte de Atari Vault (2016).
- Tanto la versión de Atari 2600 como la de Atari 7800 se lanzaron en el Evercade como parte de Arcade Collection 1 y 2 en 2020.

### Secuelas
A finales de 1980, se realizó una prueba de campo de la secuela para dos jugadores llamada Missile Command 2, pero nunca se lanzó, aunque al menos un prototipo apareció en una sala de juegos en Santa Clara, California. Este juego era similar al original, excepto que cada jugador tenía su propio conjunto de ciudades y baterías de misiles, y los jugadores podían cooperar para salvar las ciudades del otro del asedio.
En 1992, Atari desarrolló un prototipo de un juego arcade llamado Arcade Classics para su vigésimo aniversario, que incluía Missile Command 2 y Super Centipede. A pesar de su nombre, esta versión no era la secuela no lanzada, sino una versión mejorada del primer juego.
En 1981, la empresa General Computer Corp. creó un kit de mejora para convertir Missile Command en Super Missile Attack. Esto hizo que el juego fuera aún más difícil e introdujo un OVNI como enemigo del jugador.
En 1982, Atari lanzó un juego llamado Liberator, que algunos consideraron como una secuela de Missile Command en la que la situación estaba esencialmente invertida; en Liberator, el jugador es quien ataca las bases planetarias desde la órbita.

### Versiones actualizadas
Se lanzaron versiones mejoradas de Missile Command para la Atari Lynx y la Game Boy.
Se lanzó una versión actualizada llamada Missile Command 3D para la Atari Jaguar en 1995. Contiene tres versiones del juego: Clásica (una versión directa del juego de arcade), 3D (con mejoras gráficas y un punto de vista rotativo) y Virtual. Es el único juego que funciona con el casco de realidad virtual de Virtuality.
Hasbro Interactive lanzó un remake en 3D de Missile Command para Microsoft Windows y PlayStation en 1999.
Missile Command: Recharged, con gráficos de alta definición, se lanzó a través de Xbox Live Arcade para la Xbox 360 el 4 de julio de 2007.
Missile Command se lanzó para iPhone y iPod Touch por $5 el 23 de septiembre de 2008. Incluye dos modos de juego ("Ultra" y "Clásico").
En marzo de 2020, Atari lanzó un nuevo remake, Missile Command: Recharged, en plataformas móviles. El 27 de mayo, la adaptación también llegó a la Nintendo Switch y a las computadoras de hogar a través de Steam, y más tarde se lanzó como título de lanzamiento en el Atari VCS.

### Clones
Clones contemporáneos de Missile Command incluyen Missile Defense (1981) para el Apple II, Stratos (1982) para el TRS-80, Repulsar (1983) para el ZX Spectrum y Barrage (1983) para el TI-99/4A. Silas Warner programó el clon de 1980 ABM para el Apple II varios años antes de escribir Castle Wolfenstein. De manera similar, John Field programó el juego similar a Missile Command llamado ICBM (1981) y luego creó Axis Assassin, uno de los primeros cinco juegos publicados por Electronic Arts.
Atomic Command, un clon de Missile Command, se puede jugar en la interfaz Pip-Boy en el juego de video Fallout 4.

### En la cultura popular
- Missile Command fue mencionado en el episodio "Call Girl" de 1980 de la serie de televisión Barney Miller, que presenta a un detective adicto al juego.[7]
- En la película de 1991 Terminator 2: Judgment Day, John Connor juega al juego en un salón recreativo, reflejando el tema de la película sobre una guerra nuclear global futura.
- El documental High Score (2006) sigue a William Carlton, un jugador de Portland, Oregón, en su búsqueda por superar el récord de puntuación alta de Missile Command para la configuración de Marathon.[8]
- En el videojuego de supervivencia de mundo abierto y horror de supervivencia Deadly Premonition de 2010, el protagonista Francis York Morgan menciona el juego mientras conduce.
- En el episodio de 2008 "Chuck Versus Tom Sawyer" del programa de NBC Chuck, un código de acceso a un satélite de armas está oculto en la pantalla de "Game Over" (juego terminado) de Missile Command por su programador, el Sr. Morimoto (Clyde Kusatsu).[9]
- En la película de 1982 Fast Times at Ridgemont High, la pantalla de "The End" (el final) de Missile Command se utiliza para ayudar a ilustrar el final de la película.[10]

### Conexión y adaptación cinematográfica
La jugabilidad de Missile Command, específicamente, las estelas dejadas por los ICBM entrantes y las imágenes de ciudades destruidas por cabezas nucleares en una pantalla de video, se asemeja mucho a las escenas de guerra nuclear de apertura de la película de 1977, Damnation Alley.
En febrero de 2010, Atari estaba en conversaciones con varios estudios para convertir Missile Command en una película. 20th Century Fox adquirió los derechos para llevar Missile Command a la pantalla grande al año siguiente. En mayo de 2016, Emmett/Furla/Oasis Films cerró un trato para asociarse con Atari y producir y financiar tanto Centipede como Missile Command.

## Récords mundiales
Se supervisan dos tipos de récords mundiales para la versión de arcade de Missile Command: configuraciones de Maratón y Torneo. Ambas configuraciones permiten al jugador comenzar con seis ciudades. En las configuraciones de Maratón se otorgan ciudades de bonificación, mientras que en el modo de torneo no se otorgan ciudades de bonificación en ningún momento del juego.

### Configuraciones de Maratón
En 1981, Jody Bowles de Florida jugó una partida de Missile Command en una sala de juegos en Pensacola durante 30 horas. Bowles logró una puntuación de 41,399,845 puntos con una sola moneda utilizando las configuraciones de Maratón, superando el récord conocido previamente, según el portavoz de Atari, Mike Fournell. El récord fue roto cuando Victor Ali de Estados Unidos logró 80,364,995 puntos en 1982.
A partir del 15 de marzo de 2013, Victor Sandberg de Suecia anotó 81,796,035 puntos en vivo en Twitch después de 56 horas de juego. El 27 de diciembre del mismo año, Sandberg comenzó una partida de 71 horas y 41 minutos con una puntuación de 103,809,990 puntos, quedando a 10 puntos de obtener 176 ciudades adicionales.

### Configuraciones de Torneo
El 3 de julio de 1985, Roy Shildt de Los Ángeles estableció un récord mundial en Missile Command con configuraciones de Torneo, con una puntuación de 1,695,265, verificada por Twin Galaxies. Esta puntuación, así como su inducción en el Salón de la Fama de los Videojuegos, fueron publicadas en el Libro Guinness de los récords mundiales de 1986.
Después de más de 20 años, el 9 de marzo de 2006, el jugador del Reino Unido Tony Temple estableció un nuevo récord mundial de 1,967,830 puntos, también con configuraciones de Torneo, según lo confirmado por Twin Galaxies. La puntuación de Temple fue publicada en la edición 2008 del Guinness Book of World Records Gamer's Edition, aunque Guinness señaló que la puntuación era controvertida debido a que Temple jugó en configuraciones de juego que aumentaban la velocidad del cursor y, por lo tanto, eran más fáciles que las de Roy Shildt, el poseedor del récord anterior. Tony Temple aumentó su récord mundial en dos ocasiones, alcanzando una puntuación de 4,472,570 en 2 horas y 57 minutos, verificada el 9 de septiembre de 2010. Esta es la primera vez verificada en la que un jugador superó la ola 256 en configuraciones de Torneo; la dificultad del juego vuelve a comenzar en la ola 1.